# Grande Chartreuse
Cet article concerne le monastère. Pour le massif montagneux, voir Massif de la Chartreuse.
La Grande Chartreuse est le premier monastère et la maison-mère des moines-ermites de l'ordre des Chartreux. Il est situé sur le territoire de la commune de Saint-Pierre-de-Chartreuse, dans l'Isère, au pied du Grand Som, le quatrième plus haut sommet du massif de la Chartreuse.
L'implantation des chartreux dans le massif qui leur a donné son nom fait de ce site le type de l'espace monastique cartusien, bien que l’ordre se soit accommodé dès le XIIIe siècle de sites urbains et de maisons situées en plaine, voire au bord de la mer.
Les Chartreux sont un ordre amoureux des livres, allant jusqu'à appeler la pratique de la lecture « l'aliment de l'âme » dans leurs coutumes écrites en 1127. Le monastère dispose durant toute son existence d'une grande collection d'ouvrages, détruite régulièrement en partie par les avalanches, incendies et pillages.
Conformément à la règle cartusienne qui veille à protéger la solitude des moines, le monastère ne se visite pas. Cependant, un musée est installé dans la Correrie, à 2 km environ en aval du monastère. Des reconstitutions de cellules monastiques permettent de comprendre ce qu'est la vie d'un moine chartreux.

## Histoire

### Le premier monastère

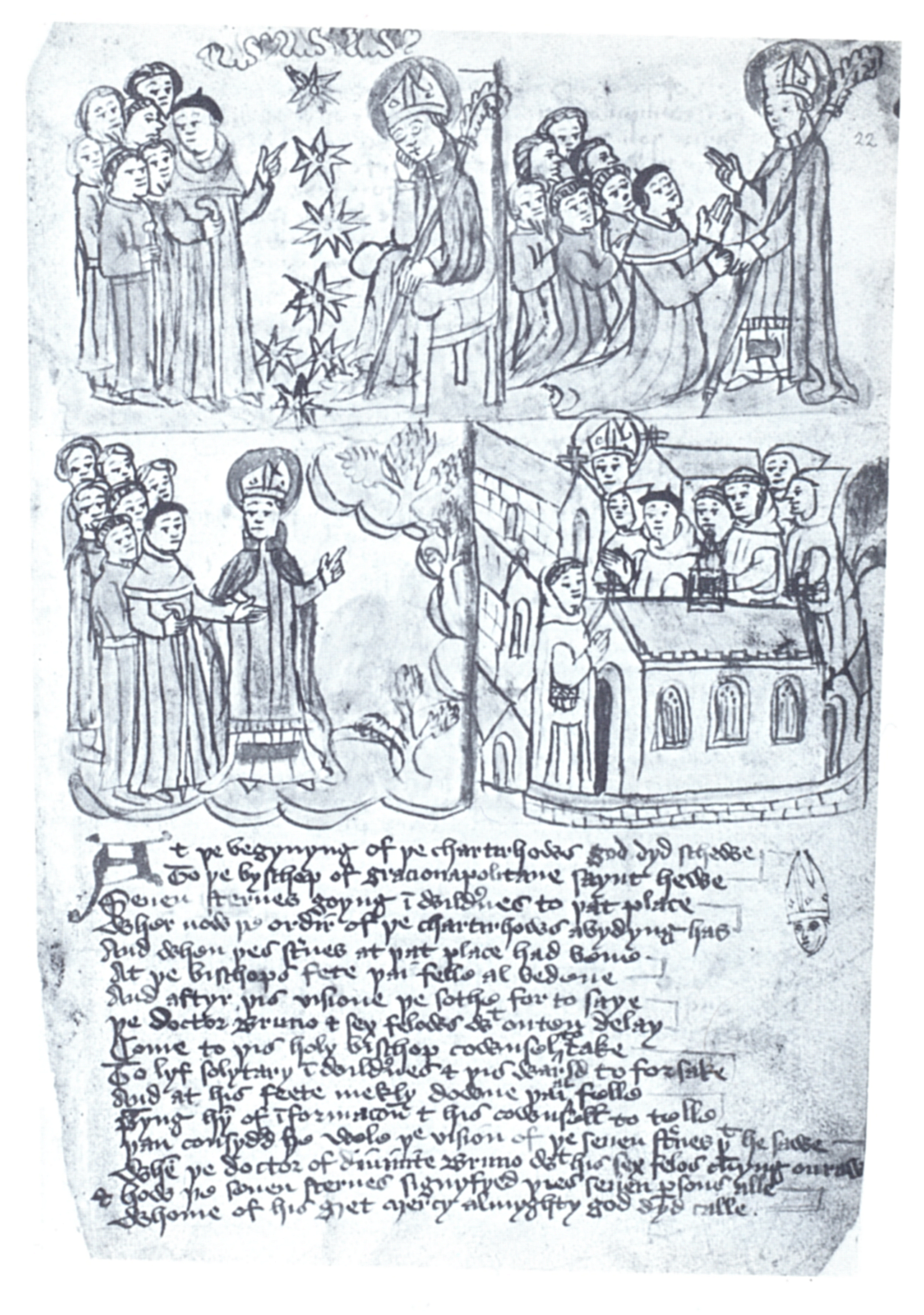
Fondation de la Grande Chartreuse (manuscrit du XVe siècle).

La tradition veut que maître Bruno et six compagnons (deux laïcs André et Guérin, et quatre clercs : les chanoines Étienne de Bourg et Étienne de Die, Hugues et Laudouin, natif de Toscane, qui succédera à Bruno dans le gouvernement de la maison mère), guidés par l'évêque Hugues de Grenoble, s'installent le 24 juin 1084 dans le vallon de Chartreuse, lieu qu'on appellera dès lors « le désert de chartreuse » en raison de son isolement. Courte vallée, bloquée au nord par le col de la Ruchère, et au sud par la vallée du Guiers mort, elle est dominée de 1 000 mètres par le Grand Som. À la fin du XIe siècle, Bruno a construit avec ses six compagnons le premier ermitage cartusien pour mener une vie érémitique tempérée d'un peu de cénobitisme. Cette tradition de l'installation le 24 juin, jour de la fête de Jean le Baptiste, explique que la chartreuse soit placée sous le patronage de ce saint.
Le 9 décembre 1086 devant le synode diocésain à Grenoble, l'évêque Hugues, dans une charte de donation, ratifie solennellement les donations qu'avaient faites deux ans plus tôt les seigneurs propriétaires des terres de Chartreuse, soit un domaine de 1 700 ha. Cet espace naturel, agrandi et arrondi par des donations postérieures, recouvre progressivement la région de Chartreuse. Les premiers Chartreux, soucieux de protéger leur isolement, refusent aux femmes tout droit de passage et exproprient les tenanciers du voisinage, ce qui suscite tensions, querelles violentes et procès.
La maison se trouvait divisée en deux ensembles distants de quatre kilomètres : la maison basse ou Correrie abritait la communauté des frères et des ateliers ou dépendances, la maison haute abritait le prieur et la communauté des pères, ainsi qu'un ou deux frères.
Du premier monastère qui fut construit deux kilomètres plus haut que le monastère actuel, il ne reste rien. On suppose que les premières constructions furent en bois, à l'exception de l'église conventuelle qui fut élevée en dur. La plus ancienne et unique description connue fut donnée par Guibert de Nogent vers 1114. Hormis le principe d'un regroupement de cellules, distinctes d'un cloître réunissant les bâtiments de la vie communale (église, chapitre, réfectoire) et la présence d'une cuisine et d'un bâtiment susceptible d'abriter la moitié des convers le dimanche, on ne sait rien de la disposition initiale des bâtiments, sans doute très différente de celle qu'on connaît aujourd'hui, compte tenu de la configuration du terrain. Guibert précise toutefois que des conduits aménagés amenaient l'eau courante à l'intérieur des cellules.
Aucune culture ou pâturage n'était possible à la maison haute, enserrée dans une vallée étroite et totalement boisée. Toutes les semaines, le samedi, les frères de la maison basse montaient à la maison haute pour participer à la liturgie dominicale et à la vie commune, réinventant la tradition des Laures des du Désert de Judée, aux origines du monachisme chrétien.
L'emplacement de la maison haute est marqué par deux chapelles construites à 110 mètres de distance l'une de l'autre : en aval Notre-Dame de Casalibus (littéralement « Notre-Dame des cabanes », par allusion aux petites maisons qui servaient de cellules aux moines) et en amont la chapelle Saint-Bruno.

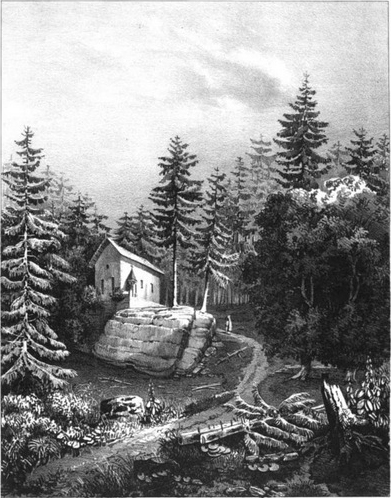
La chapelle Saint-Bruno au XIXe siècle, ill. Alexandre Debelle (1805-1897).
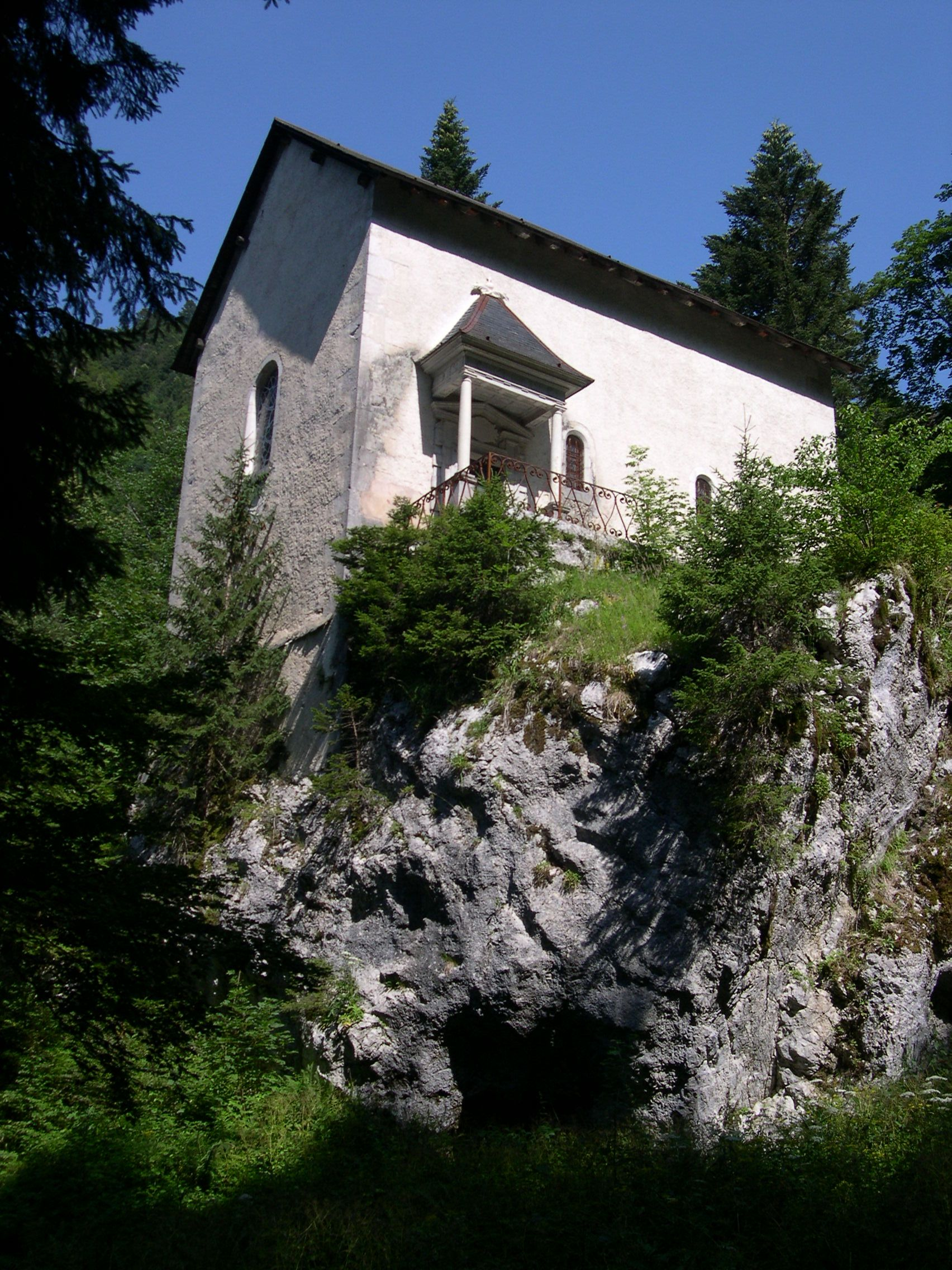
La chapelle Saint-Bruno en 2006.
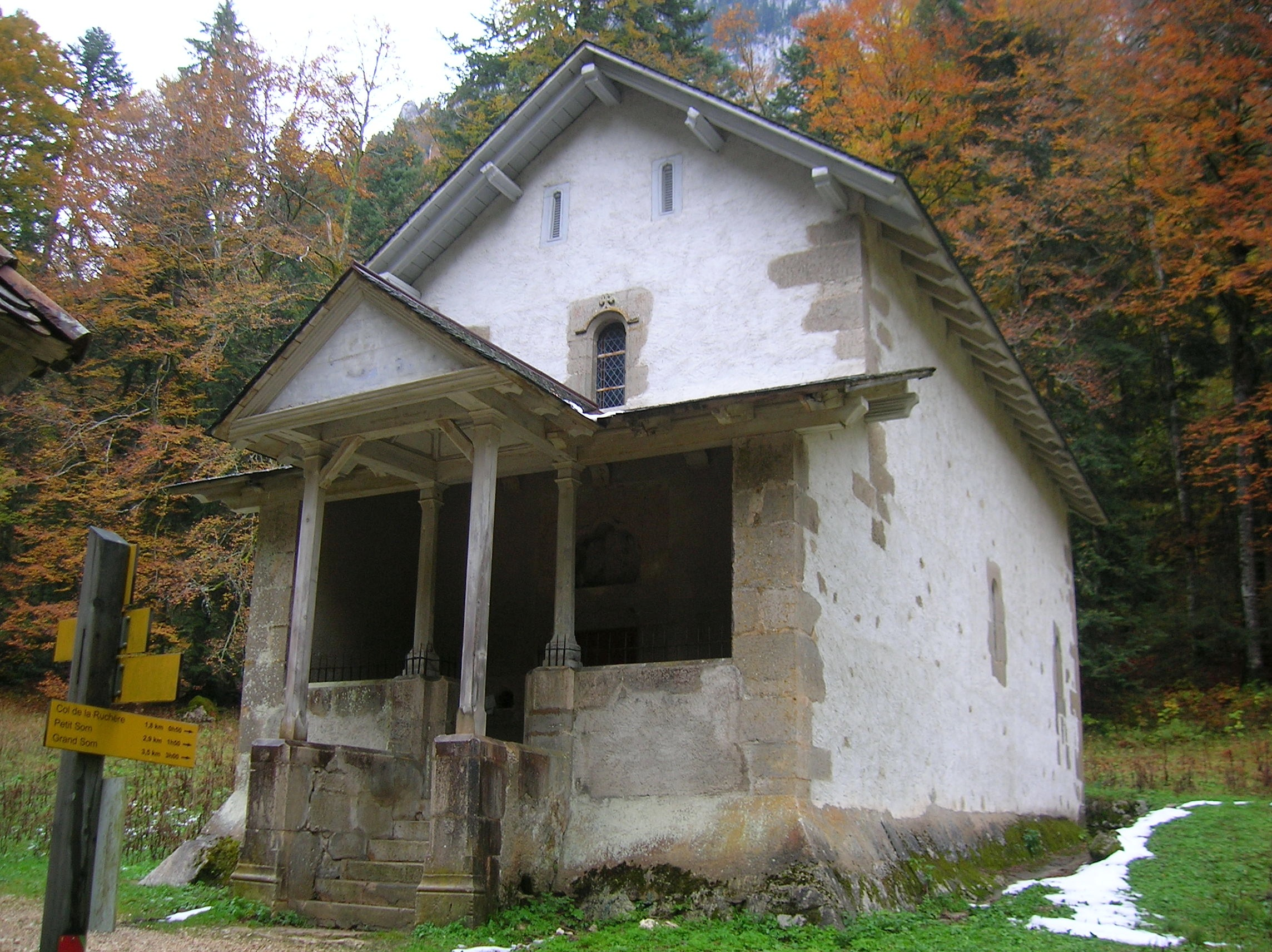
Notre-Dame de Casalibus en 2015.

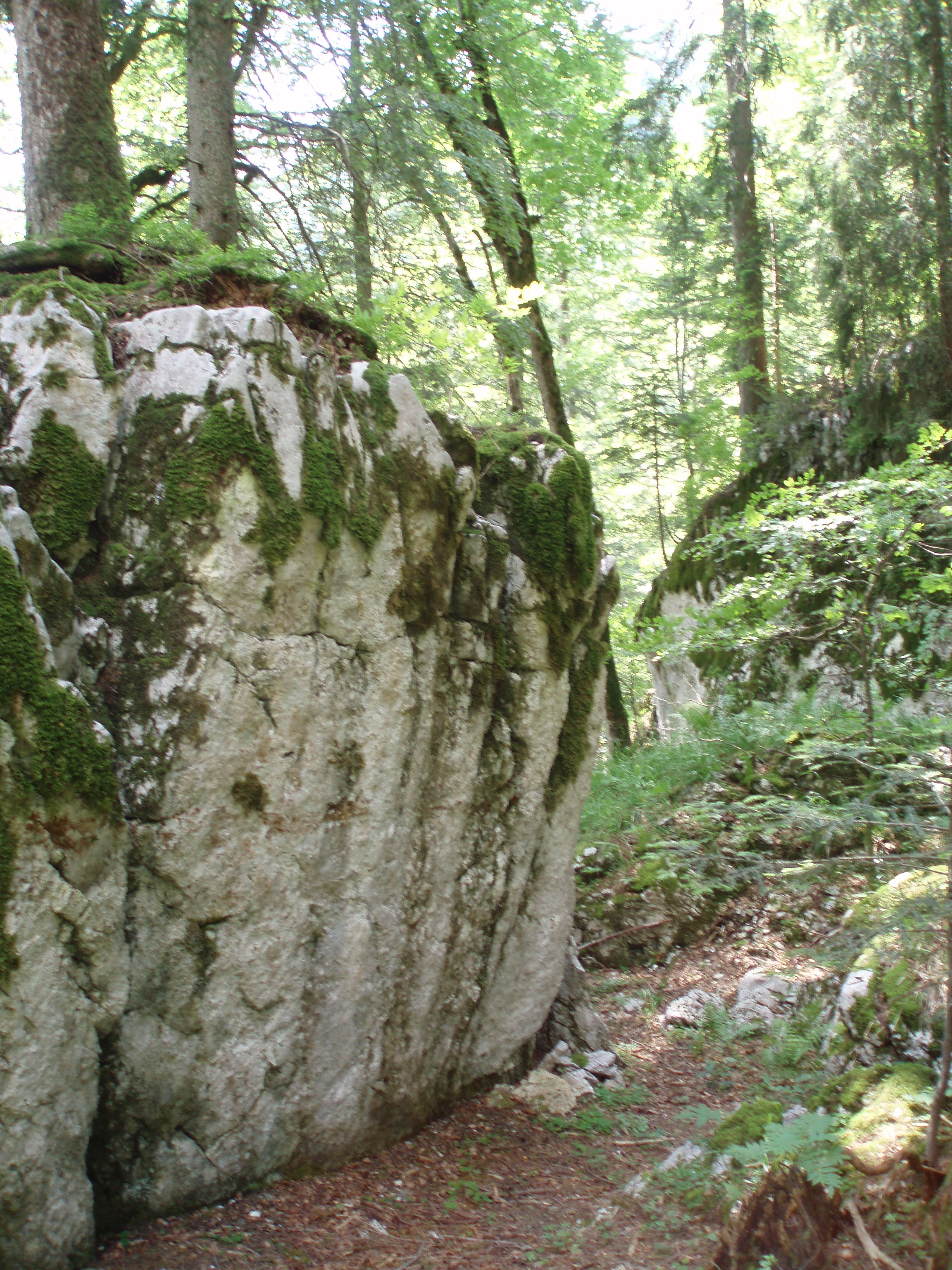
Rochers sur le site de la première chartreuse.

Notre-Dame de Casalibus a été édifiée au XVe siècle, hors d'atteinte des avalanches, tandis que la chapelle Saint-Bruno, perchée sur un rocher qui semble venir d'ailleurs, semble avoir été édifiée à proximité du site originel de la première chartreuse, située probablement sur la plate-forme qui jouxte la chapelle. Elle était initialement dédiée à la Vierge Marie. Ce terrain, d'environ 80 m de diamètre, relativement plat, est exceptionnel dans la vallée. Selon des hypothèses invérifiables en l'absence de fouilles archéologiques, les blocs de rocher qui le jonchent pourraient être en partie des vestiges de l'avalanche qui détruisit le premier monastère.
Une chronique de l'époque, nommée Chronique Magister nous relate l'événement qui eut lieu le 30 janvier 1132, 48 ans après l'arrivée de Bruno.

« En la vingt-troisième année du priorat de Guigues, une masse incroyable de neige, se précipitant des hauts sommets rocheux avec une soudaine impétuosité, emporta dans son effrayant tourbillon et ensevelit sous sa masse immense toutes les cellules des religieux sauf une, et avec elles six moines et un novice. »

Le terme traditionnel d'avalanche avec lequel on désigne ce drame ne doit pas faire illusion. Aucune avalanche de neige n'aurait pu parvenir si bas dans la vallée et on ne connaît d'ailleurs pas de couloir d'avalanche dans cette zone, mise à part une petite coulée annuelle dont la largeur n'excède pas quelques mètres. Les petits éboulements sont très fréquents dans ce massif calcaire ancien. L'avalanche de 1132 était en fait un éboulement de pierres qui a poussé loin devant lui une énorme quantité de neige. Quand on approche du col de Bovinant, 700 mètres au-dessus du monastère, on peut voir un pan de rocher qui se détache de la paroi et on peut imaginer ce qu'il adviendrait si un jour, affaibli par le gel et l'érosion, il venait à se détacher entièrement. Les énormes blocs de rochers qui parsèment l'emplacement du premier monastère laissent imaginer le désastre.

### Le monastère de Guigues
Les survivants de la catastrophe ne pouvaient songer à reconstruire au même endroit. Guigues, le prieur, choisit un nouvel emplacement deux kilomètres plus bas, situé entre deux replis de terrains qui dévieraient toute chute de rochers soit en amont, soit en aval du monastère. Peut-être une autre raison guida-t-elle ce choix. L'emplacement de la première maison, pourtant « parfaitement protégé du vent du nord et bien exposé au midi » semble aujourd'hui marqué par une austérité extrême. Même en plein été il faut attendre la fin de la matinée pour que le soleil se lève au-dessus du Grand Som. Jusqu'aux années 1990, la neige demeurait à cet endroit jusqu'au mois de mai (inclus), soit un bon mois et demi de plus qu'au monastère actuel. Toutefois, les conditions climatiques du XXe siècle ne sauraient permettre de juger les motifs des moines du XIIe siècle sans risque d'anachronisme. Le climat du Moyen Âge était beaucoup moins rude en Europe qu'à la période moderne (« optimum climatique médiéval »). Certaines chartreuses comme celle de Berthaud subsistèrent longtemps dans des milieux encore plus difficiles que la Grande Chartreuse. Quoi qu'il en soit, le nouvel emplacement, plus ouvert, mieux ensoleillé, était à l'abri des avalanches. Il était plus proche de la maison basse ce qui facilitait pour les frères le trajet à faire chaque semaine quel que soit le temps.
Les travaux furent menés rapidement. On ne bâtit en pierre que l'église, aujourd'hui transformée et noyée au milieu de constructions plus récentes, et le chapitre, qui possède maintenant encore intacte sa voûte du XIIe siècle. On construisit une douzaine de cellules de bois. L'église fut consacrée le 13 octobre 1133 par un ancien chartreux, Hugues, deuxième du nom, successeur de saint Hugues sur le siège de Grenoble.
C'est au prieur Guigues que l'on doit les consuetudines cartusiae (rédigées en 1127) qui définissent les us et coutumes d'un monastère de chartreux en opérant un subtil équilibre entre vie érémitique et vie communautaire. Les moines se réunissent à l'église aux vigiles, aux matines, à la messe du matin et aux vêpres, vivant le reste du temps retirés dans leur cellule où ils se concentrent à l'étude des Saintes Écritures, mais aussi investis dans les travaux agricoles et de construction. Progressivement, l'ordre des chartreux s'est structuré. Il est demeuré attractif pendant tout le Moyen Âge.

### Incendies et pillage
Le monastère de Guigues subsista un peu moins de deux siècles. Entre 1320 et 1676, le monastère subira huit incendies (et non onze comme parfois affirmé) :  
- entre le 6 et le 11 mai 1320, durant le chapitre général, dévastation totale des bâtiments du fait d'un feu de cheminée à l'hôtellerie ;
- durant l'été 1371, du fait d'un feu de cheminée accidentel ;
- fin octobre 1473, du fait d'un feu de cheminée à l'hôtellerie ;
- 1510 ;
- 5 juin 1562, du fait d'un incendie intentionnel, pendant les guerres de Religion, par les troupes du baron des Adrets ;
- 31 octobre 1592 ;
- 1611 ;
- 10 avril 1676, du fait d'un feu de cheminée parti des appartements du révérend père.

La pauvreté des moyens de lutte contre l'incendie et surtout la particularité régionale des toitures couvertes en essendolles (bardeaux ou tuiles de bois d'épicéa particulièrement combustibles) ont entraîné à chaque fois une destruction quasi totale de tout ce qui pouvait brûler.
Après l'incendie de 1676, dom Innocent Le Masson reconstruisit le monastère selon un nouveau parti architectural, celui qu’on lui connaît. Les bâtiments sont classés monuments historiques depuis 1920.

### Suppressions

#### La suppression des congrégations sous la Révolution française
Par décret du 2 novembre 1789, l'Assemblée constituante met les biens de l’Église, dont les biens des congrégations, à la disposition de la Nation. Par le décret du 13 février 1790, elle interdit les vœux monastiques et supprime les ordres religieux réguliers. La même année, un inventaire des tableaux du monastère établit une liste de cent-vingt-cinq peintures, mais  sept ans plus tard le professeur de dessin Louis-Joseph Jay chargé de les récupérer afin de créer le musée de Grenoble n'en retrouve que cinquante.
Dans le courant de la même année, la collection littéraire de 400 manuscrits et 3500 imprimés dont environ 300 incunables qui appartenait à la Grande Chartreuse va progressivement être transportée à la bibliothèque municipale de Grenoble, avec une livraison finale en 1813. Parmi les différents documents, certains sont anciens, comme une bible dite de Notre-dame de Casalibus, datant d'avant 1132. D'autres types de documents existent dans la collection, comme un grand lectionnaire temporal et sanctoral du XIIe siècle que les Chartreux utilisaient au quotidien pendant les offices, ou au réfectoire. Tous ces documents précieux, traces de la vie des moines, et qui n'auraient pas été conservés dans un autre contexte, sont maintenant sauvegardés dans la bibliothèque d'étude et du patrimoine de Grenoble. Les ouvrages sont encore étudiés régulièrement par des chercheurs et sont disponibles en ligne sur Pagella.
Le père général, dom Nicolas-Albergati de Geoffroy, quitta la Grande Chartreuse le mercredi 17 octobre 1792. Non seulement la communauté de la Grande-Chartreuse n'existait plus, mais l'ordre des Chartreux n'avait plus une seule maison vivante en France. Le chapitre général ne pouvait plus se réunir. Lors de sa dernière session, il avait établi qu'en cas de dispersion de la communauté, le définitoire désignerait un vicaire général en attendant des jours meilleurs. Par la suite, le définitoire ne pouvant se réunir, les vicaires généraux successifs désignèrent leur scribe pour leur succéder en cas de décès, moyennant confirmation du Saint-Siège.
Par ordonnance royale du 27 avril 1816, l'ordre obtint de l'État la location de la Grande Chartreuse pour y établir « un lieu de retraite ». Le 16 juillet 1816, le Vicaire général en exercice, dom Romuald Moissonier, profès de la Grande-Chartreuse, mais alors prieur de la Part-Dieu en Suisse, seule chartreuse de l'ordre ayant survécu à la tourmente révolutionnaire, rentrait à la Grande-Chartreuse avec quelques religieux pour y reprendre la vie régulière.
En 1857, un décret impérial définit une réserve autour du monastère pour préserver le paysage et garantir la tranquillité des moines.

#### L'expulsion de 1903

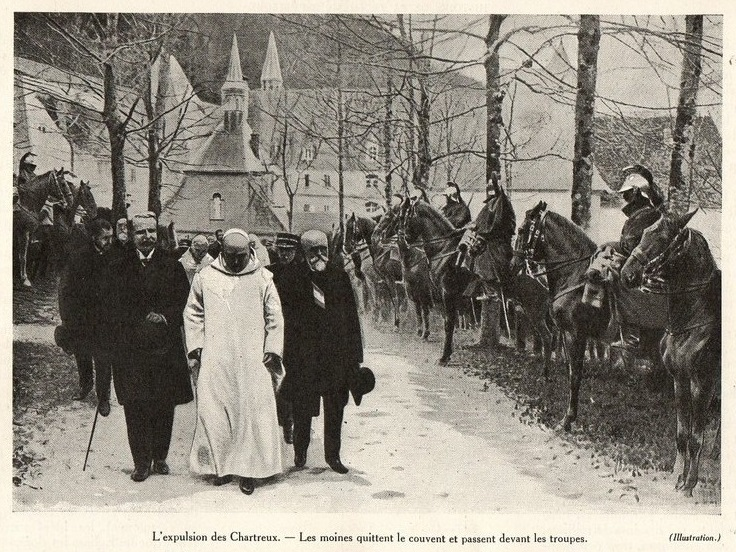
L'expulsion de 1903.

Les chartreux échappèrent à la première vague d'expulsion des congrégations non autorisées de 1880 : le 29 mars 1880, les décrets annonçaient la dissolution des congrégations masculines non autorisées par l'État, mais une ordonnance permit aux Chartreux de demeurer dans leur monastère.
La congrégation s’estimait autorisée implicitement par des textes de 1816 et 1857. Néanmoins, dans le cadre des mesures d'exception prévues pour les congrégations dans la loi de 1901 sur les associations, les chartreux déposèrent une demande d'autorisation. L'autorisation fut refusée par un vote de la Chambre des députés le 26 mars 1903.
Les moines de la Grande Chartreuse furent expulsés manu militari le 29 avril 1903. La communauté se réfugia en Italie, à la chartreuse de Farneta (à Maggiano frazione de Lucques) et ne put réintégrer la maison mère qu’en 1940. Le chapitre-général, après s'être tenu une fois exceptionnellement à la Valsainte, continua à se tenir régulièrement à Farneta, permettant, cette fois-ci, l'élection régulière de deux successeurs réguliers à Dom Michel Baglin qui avait obtenu sa miséricorde (démission en langage cartusien) en 1905.
Le 14 novembre 1912, l'ensemble du monastère est classé au titre des monuments historiques.

### Restauration

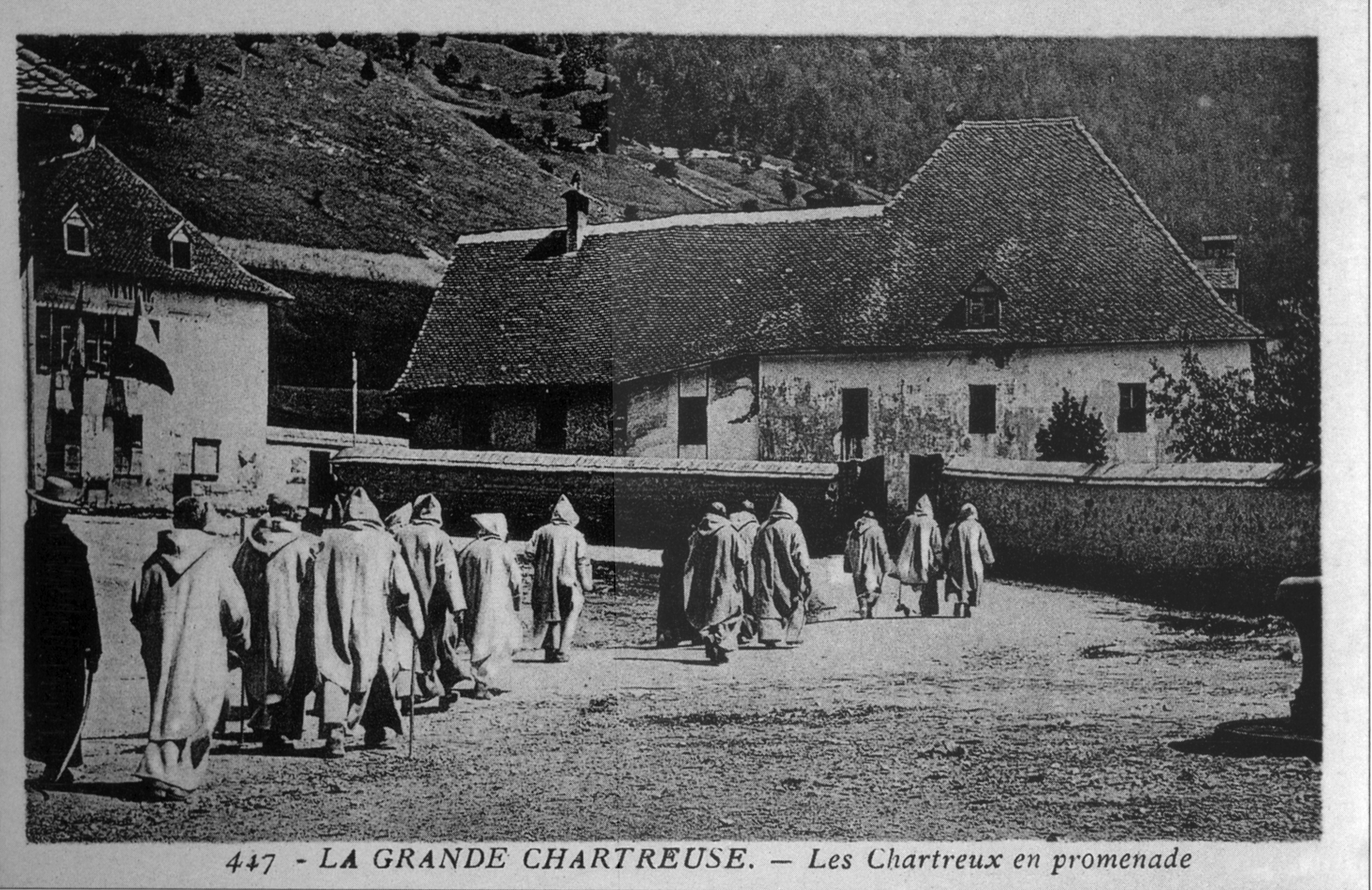
Les chartreux en promenade vers la Grande-Chartreuse.

Dès 1903, mais surtout après le classement du monastère aux Monuments historiques en 1912, celui-ci devient l'objet de visites nombreuses. À partir de 1920, les curieux se précipitent pour découvrir le monastère. Entre les deux guerres, ils sont plus de 100 000 par an à monter en autocars ou en voitures. On y vient en famille avec femme et enfants. La foule est telle que des réglementations doivent être imposées pour la circulation ou le stationnement des automobiles. 
Parallèlement, le conseil général fait faire des travaux importants de restauration au Pavillon des étrangers (installation notamment de l'électricité sous le contrôle du doyen de la faculté des sciences de l'université de Grenoble, René Gosse). À partir de 1930, ce bâtiment se transforme chaque été en Maison universitaire où viennent résider des universitaires et chercheurs français et étrangers. Parmi les premiers résidents, Marie Curie et sa fille Irène Joliot-Curie. L'installation de cette Maison universitaire suscite l'ire des milieux catholiques, en particulier de la Ligue dauphinoise d'action catholique (LDAC) qui développe une campagne haineuse, nourrie d'anti-intellectualisme, de xénophobie, d'antimaçonnisme et, parfois, d'antisémitisme. 
Surnommée[évasif] l'« Auberge des coucous », ou l'« Auberge des intellectuels fatigués », cette Maison universitaire reste ouverte jusqu'à l'automne 1939. Le retour des moines en juin 1940, lié à la déclaration de guerre de l'Italie à la France, en même temps que l'instauration de l'État français, marque la fin de cette Maison universitaire, comme des possibilités de visite du monastère de la Grande Chartreuse. Le 6 juillet 1940, Paul Claudel salue dans son journal les deux évènements : « La France est délivrée après 60 ans de joug du parti radical et anti-catholique (professeurs, avocats, juifs, francs-maçons). Le nouveau gouvernement invoque Dieu et rend la Grande-Chartreuse aux religieux. Espérance d'être délivré du suffrage universel et du parlementarisme, ainsi que de la domination méchante et imbécile des instituteurs qui lors de la dernière guerre se sont couverts de honte. Restauration de l’autorité ».
En mai 1940, le consul français de Livourne conseilla au Père Général et aux moines français de Farneta de rentrer en France. L'imminence de l'entrée en guerre de l'Italie faisait craindre que les frontières vers la France, qui leur avaient été interdites avant la guerre, ne soient prochainement fermées. Dans le contexte de la débâcle, le Révérend Père général Dom Ferdinand Vidal, et ceux qui l'accompagnaient purent s'installer provisoirement à Orgeoise, dans le faubourg de Voiron (Isère), où demeuraient des frères convers chargés de la fabrication de la liqueur. Après avoir tenté en vain d'atteindre le gouvernement français replié à Bordeaux pour en obtenir la permission de rentrer à la Grande-Chartreuse, dom Vidal envoie des religieux pour réoccuper la Grande-Chartreuse, avant que les Allemands, qui étaient déjà à Voreppe, n'y arrivent. Les premiers pères se présentent le 29 mai. Passant outre l'opposition du préfet de l'Isère, Perrier, le maire de Saint-Pierre-de-Chartreuse, M. Villars, réquisitionna le monastère « pour y abriter des réfugiés ». Le 9 juin, Georges Mandel, ministre de l'Intérieur, régularise la situation de fait. Le 10 juin l'Italie entre en guerre. Le 21 juin 1940, lendemain de l'annonce de l'armistice, trois Pères reprirent officiellement possession des bâtiments. Les orientations du nouveau gouvernement de Vichy, incontestablement favorable à l’Église et aux congrégations, créaient une situation favorable. La nomination par Pétain d'un nouveau préfet de l'Isère, Raoul Didkowski, facilita la réintégration. Une loi du gouvernement de Vichy le 21 février 1941 accorda aux Chartreux une reconnaissance légale en France. Durant ces années difficiles, la communauté ouvrit ses portes aux juifs et aux personnes pourchassées. Il en alla de même au cours de la période de l'épuration qui suivit la guerre, au profit d'anciens collaborateurs et de miliciens, dont Paul Touvier.

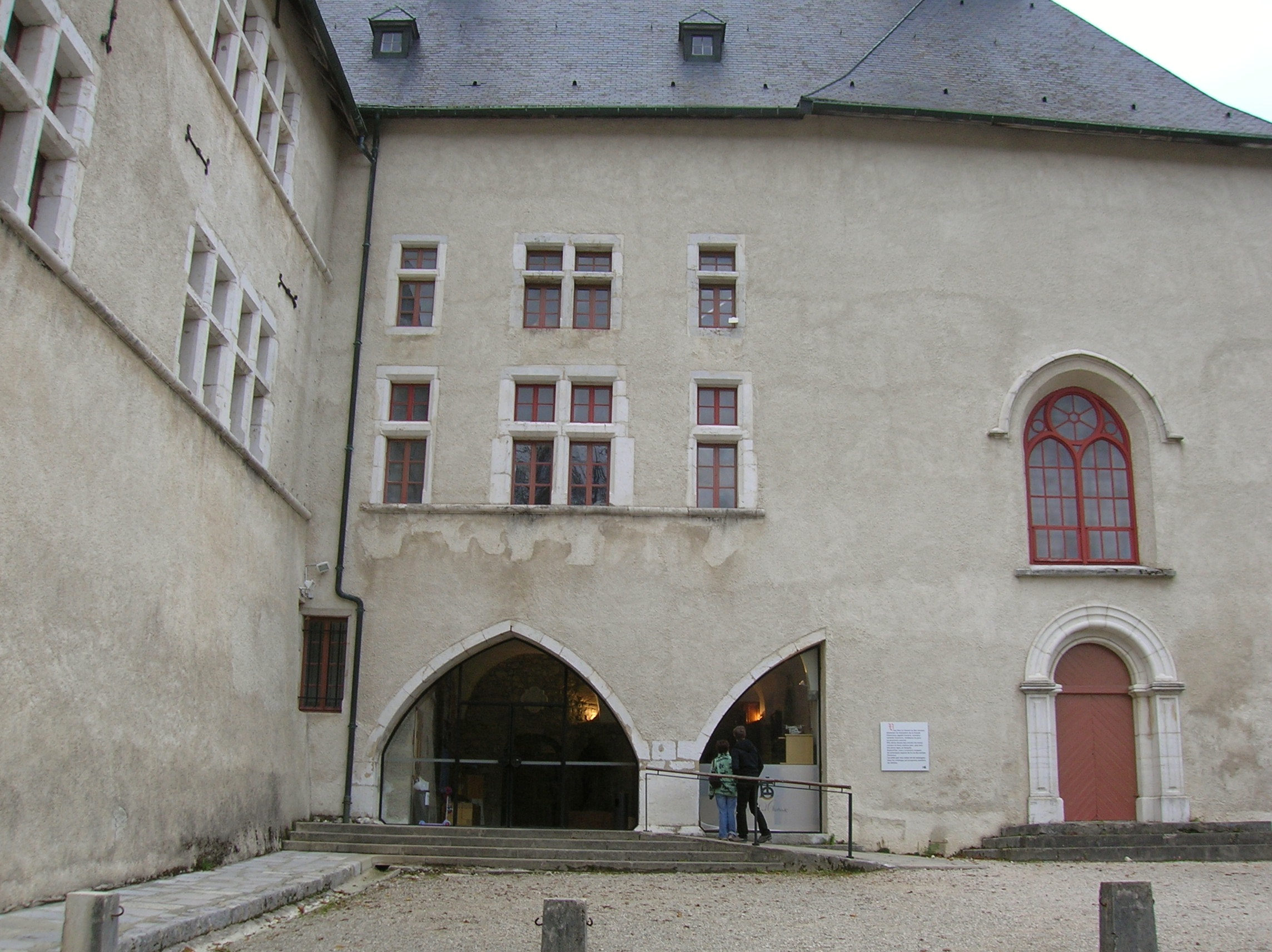
L'entrée du musée de la Grande Chartreuse abrité dans la Correrie.

Une convention du 11 mars 1941 entre la Grande Chartreuse et l'administration des Beaux-Arts du régime de Vichy définit les modalités de la concession des immeubles et permet la restauration rapide des bâtiments. La communauté continue jusqu'à ce jour à louer les bâtiments à l'État français, moyennant un loyer modique et la charge de l’entretien courant. À partir de 1947, la Grande Chartreuse recommença à abriter régulièrement le chapitre général tous les deux ans.
Dans les deux décennies qui suivirent la Seconde Guerre mondiale, l'essor du tourisme et les progrès des réseaux routiers devinrent de plus en plus gênants. À la Grande-Chartreuse, les supérieurs envisagèrent même de quitter le massif et de transférer la communauté vers un site plus isolé. Finalement, ils obtinrent que le site soit classé comme site historique et naturel, interdit au survol des avions de tourisme (avantage dont ne bénéficient pas toutes les maisons de l'ordre) et fermé à la circulation automobile. Un musée fut aussi établi dans une partie des bâtiments de l'ancienne Correrie, un peu plus bas que la Chartreuse, évoquant pour les touristes la vie cartusienne dans un cadre approprié et faisant connaître quelque chose de la vie de la Chartreuse. Le flot des voitures s'arrête là, à un kilomètre et demi du monastère, ce qui permet aux chartreux de vivre dans la solitude qu'ils estiment conforme à leur vocation. Ils souhaitent que ce lieu demeure un « désert » au sein d'une zone de silence, maintenant officiellement protégée par les pouvoirs publics.
En 1999, le général de l'ordre a envoyé deux chartreux de la Grande Chartreuse à Séoul pour fonder la chartreuse Notre-Dame de Corée, installée maintenant à Sangju.

### Les prieurs
Le prieur de la Grande Chartreuse a reçu – ou pris – divers titres au cours de l'histoire. Aujourd'hui, il porte celui de ministre général de l'ordre. (voir l'article "Ordre des Chartreux")
Après dom François-Marie Velut qui a demandé à être relevé de sa charge pour des raisons de santé le 23 octobre 2014, la communauté de la Grande Chartreuse a élu dom Dysmas de Lassus comme nouveau prieur et ministre général de l'ordre. Il fut père maître à la Grande Chartreuse de 1990 à 2012, puis prieur de la Chartreuse Notre-Dame de Portes, dans l'Ain. La communauté l'a donc choisi le 3 novembre 2014 et le 7 novembre cette élection a été confirmée par le collège des prieures et prieurs de tout l'ordre.
Tableaux des Prieurs du Désert de Chartreuse et de Grande Chartreuse
| Période de gouvernance | Nom                     |
| 1084-1089              | Saint Bruno             |
| 1090-1100              | Dom Landuin             |
| 1101-1102              | Dom Pierre le Franc     |
| 1102-1110              | Dom Jean I              |
| 1110-1137              | Dom Guigues I de Castro |
| 1137-1139              | Dom Hugues I            |
| 1139-1151              | Saint Anthelme          |
| 1151-1173              | Dom Basile de Bourgogne |
| 1173-1176              | Dom Guigues II          |
| 1176-1233              | Dom Jancelin            |
| 1233-1236              | Dom Martin de Cogneron  |
| 1236-1242              | Dom Pierre II           |
| 1242-1253              | Dom Hugues II           |
| 1253-1258              | Dom Bernard de La Tour  |
| 1258-1268              | Dom Riffier             |
| 1268-1273              | Dom Gérard              |
| 1273-1276              | Dom Guillaume I         |
| 1276                   | Dom Pierre III          |
| 1277-1278              | Dom Guillaume Fabri     |
| 1278-1313              | Dom Boson               |
| 1313-1329              | Dom Aymon d'Aost        |
| 1329-1330              | Dom Jacques de Vevey    |
| 1330-1336              | Dom Clair de Fontenay   |
| 1336-1341              | Dom Jacques de Vevey    |
| 1341-1346              | Dom Henri Pollet        |
| 1346-1360              | Dom Jean II Birelle     |

| Période de gouvernance | Nom                   |
| 1360-1367              | Hélisaire de Grimoard |
| 1367-1402              | Dom Guillaume II      |
| 1402-1410              | Dom Boniface Ferrier  |
| 1410-1420              | Dom Jean III          |
| 1420-1437              | Dom Guillaume III     |
| 1437-1463              | Dom François Maresmes |
| 1463-1472              | Dom Jean IV           |
| 1472-1481              | Dom Antoine I         |
| 1481-1494              | Dom Antoine II        |
| 1494-1503              | Dom Pierre IV         |
| 1503-1521              | Dom François II       |
| 1521-1535              | Dom Guillaume IV      |
| 1535-1540              | Dom Jean V            |
| 1540-1546              | Dom Pierre V          |
| 1546-1553              | Dom Jean VI           |
| 1553-1554              | Dom Damien Longuano   |
| 1554-1566              | Dom Pierre VI         |
| 1566-1586              | Dom Bernard II        |
| 1586-1588              | Dom Jérôme I          |
| 1588-1594              | Dom Jérôme II         |
| 1594-1600              | Dom Jean VII          |
| 1600-1631              | Dom Bruno II          |
| 1631-1643              | Dom Juste Perrot      |
| 1643-1649              | Dom Léon Tixier       |
| 1649-1675              | Dom Jean VIII         |

| Période de gouvernance | Nom                                    |
| 1675-1703              | Dom Innocent Le Masson                 |
| 1703-1731              | Dom Antoine III Tocquet de Montgeffond |
| 1731-1732              | Dom Ambroise Grollet                   |
| 1732-1737              | Dom Étienne Richard                    |
| 1737-1758              | Michel Brunier de Larnage              |
| 1758-1778              | Dom Étienne Biclet                     |
| 1778-1791              | Dom Hilarion Robinet                   |
| 1791-1801              | Dom Nicolas Albergati                  |
| 1801-1813              | Dom Antoine Vallet                     |
| 1813-1816              | Dom Romuald Moissonnier                |
| 1816                   | Dom Bonaventure Eymin                  |
| 1816-1824              | Dom Grégoire Sorel                     |
| 1824-1831              | Dom Benoît Nizzati                     |
| 1831-1863              | Dom Jean-Baptiste Mortaize             |
| 1863-1877              | Dom Charles-Marie Saisson              |
| 1877-1879              | Dom Roch-Marie Boussinet               |
| 1879-1892              | Dom Anselme-Marie Bruniaux             |
| 1892-1905              | Dom Michel (II) Baglin                 |
| 1905-1911              | Dom René Herbault                      |
| 1911-1938              | Dom Jacques-Marie Mayaud               |
| 1938-1967              | Dom Ferdinand Vidal                    |
| 1967-1997              | Dom André Poisson                      |
| 1997-2012              | Dom Marcellin Theeuwes                 |
| 2012-2014              | Dom François-Marie Velut               |
| depuis 2014            | Dom Dysmas de Lassus                   |

## Coup d'œil sur le monastère

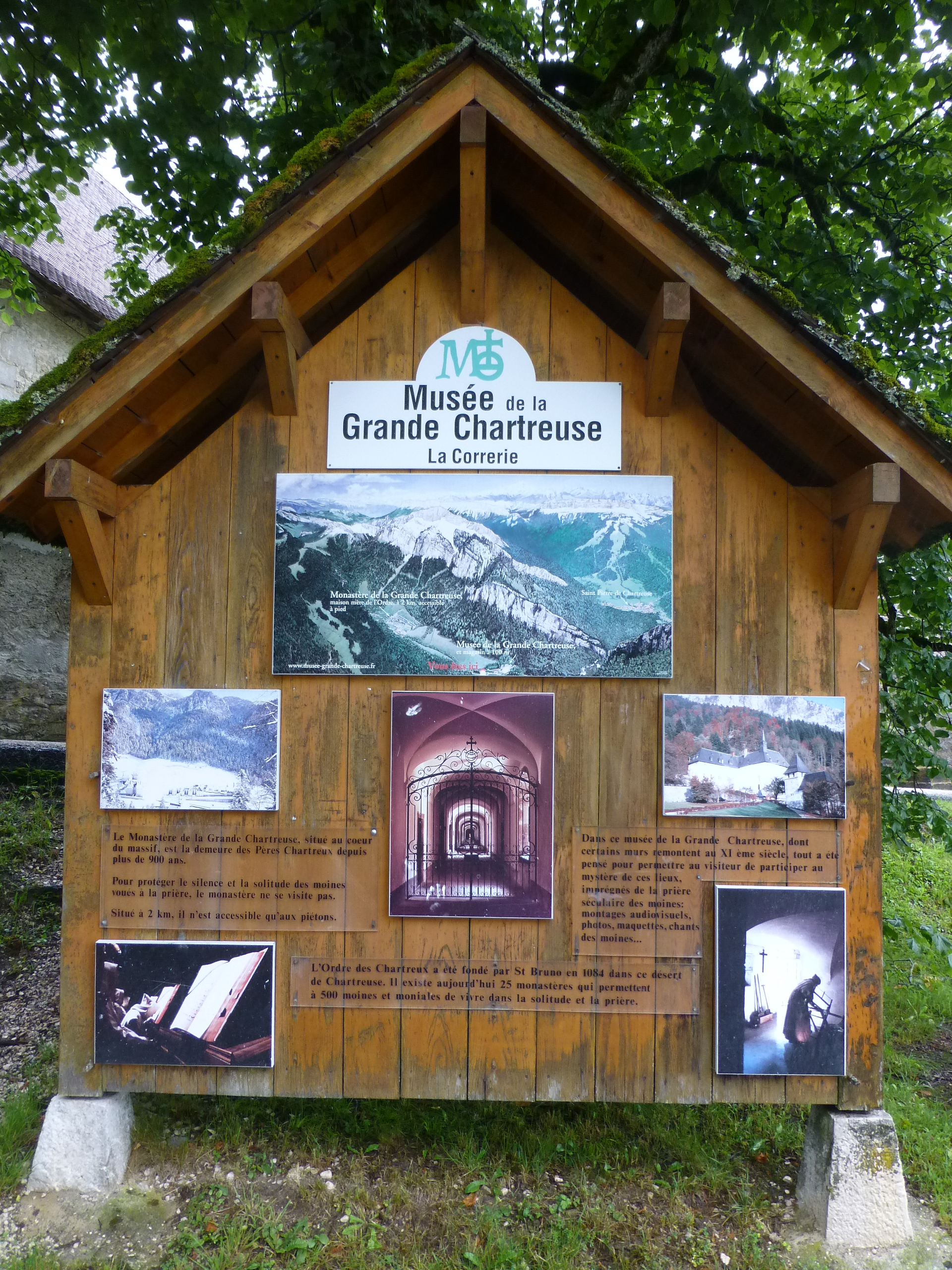
Affichage du Musée de la Grande Chartreuse.

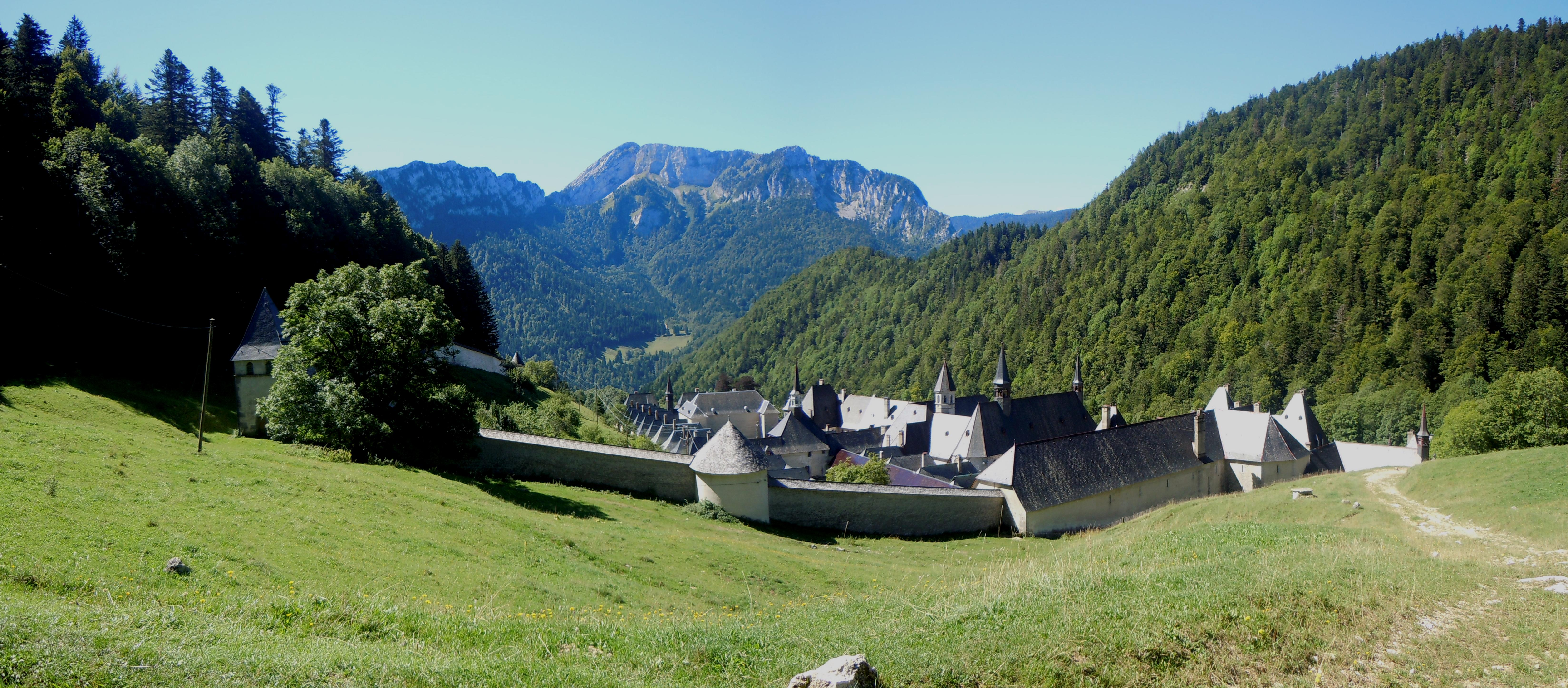
Le monastère est situé dans le vallon de Saint-Bruno face au Charmant Som.

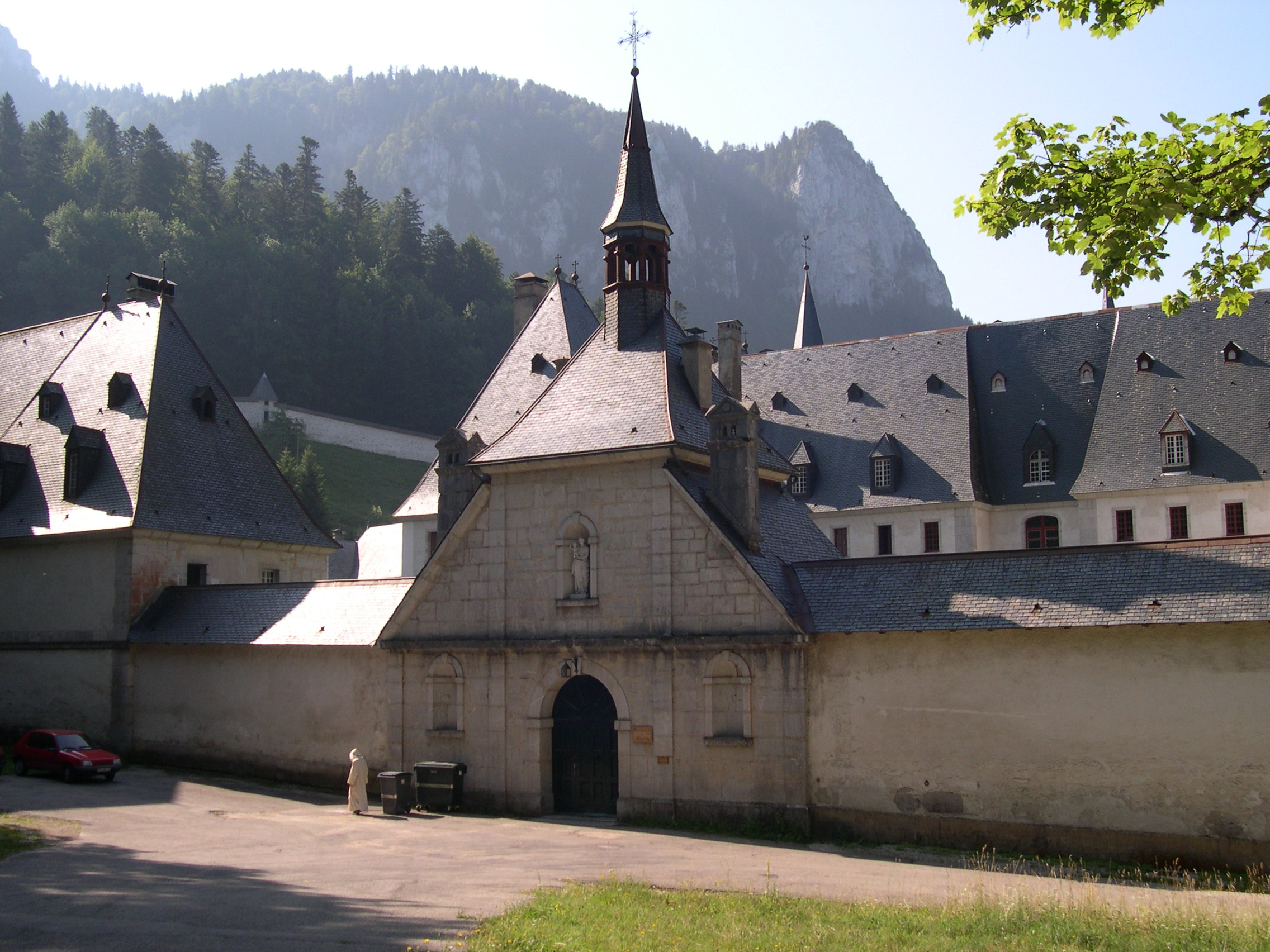
Entrée principale du monastère.

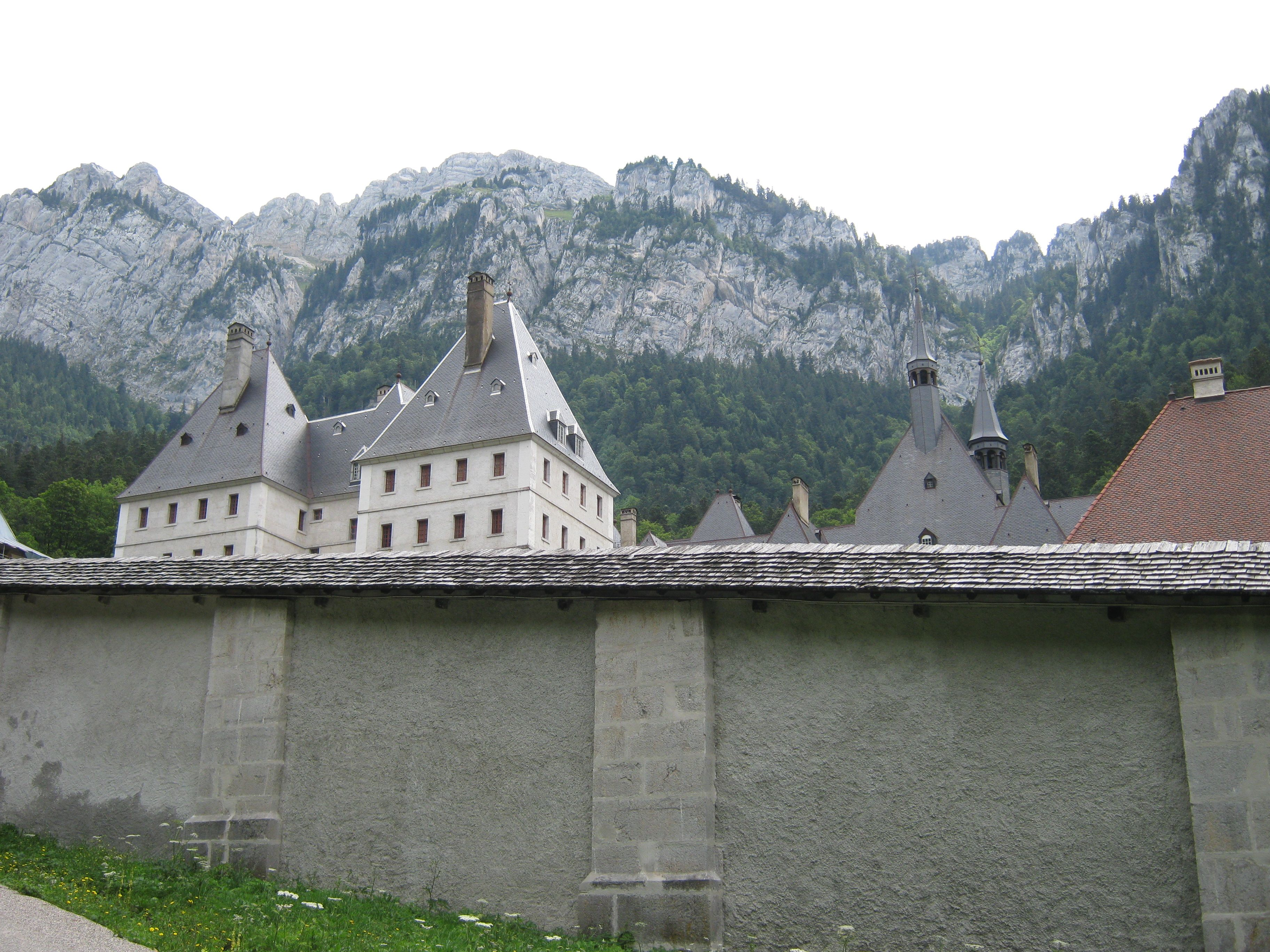
Toitures vues depuis le mur ouest.

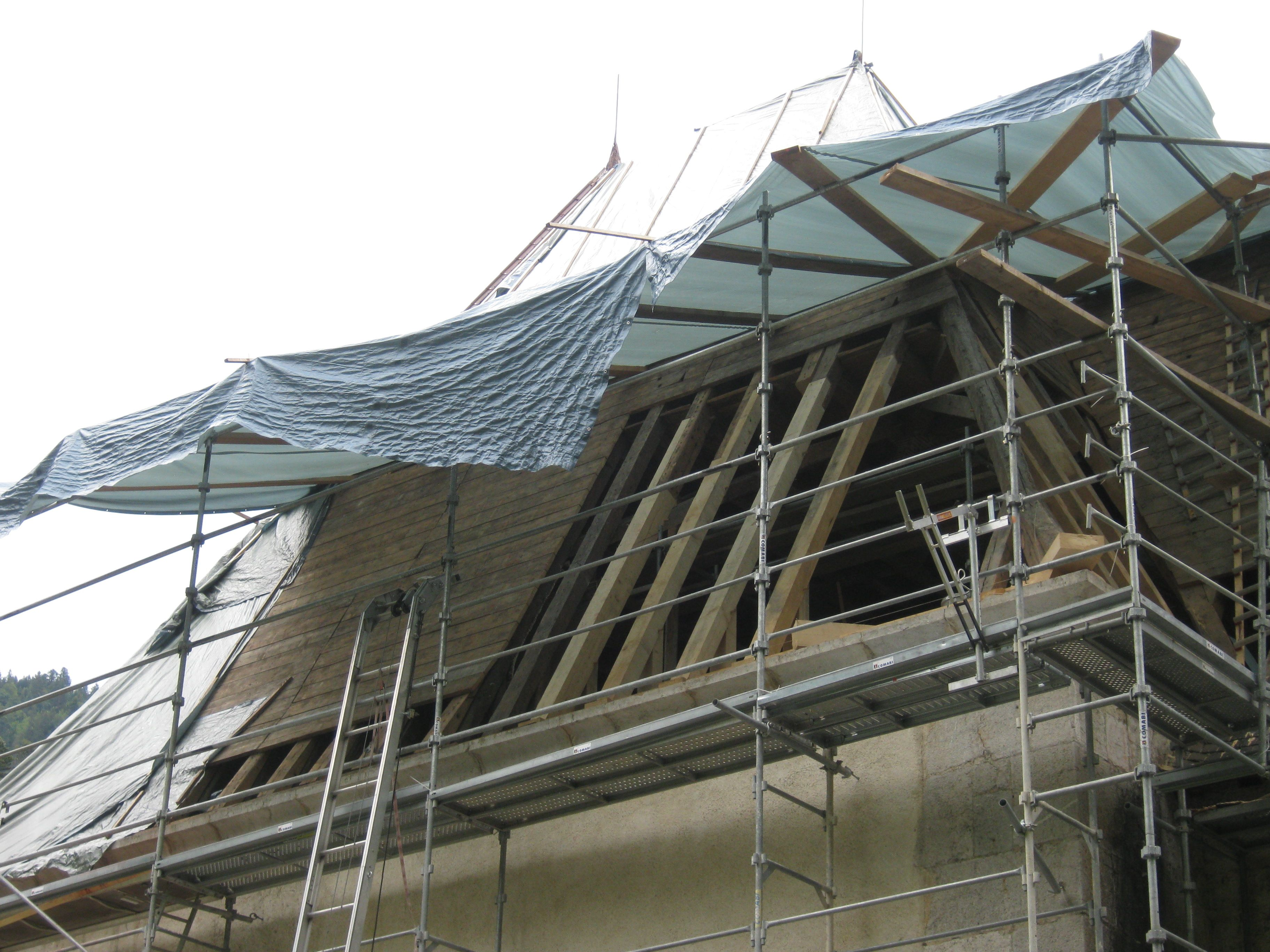
Charpente en réfection.

En s'aidant d'une vue générale et d'un plan, on peut identifier les divers bâtiments rassemblés dans la cité monastique.
Tout à gauche, face au nord, se dresse la chapelle extérieure dédiée à Notre-Dame de La Salette ; solidement assise sur de gros contreforts, elle domine l'entrée du monastère. Au-delà vers l'est, on aperçoit un vaste corps de bâtiment datant également du XIXe siècle : c'est l'ancienne buanderie abritant maintenant les cellules des frères. Une vingtaine de mètres à droite de la porte d'entrée, une autre chapelle, dite de la Résurrection, est ouverte au public.
Au premier plan et à gauche, s'ouvrant sur la cour d'honneur, une très importante construction attire l'attention. Ces quatre ailes massives, bâties en pierre de taille au XVIe siècle, sont l'hôtellerie destinée à la réception des prieurs chartreux à l'époque du Chapitre général.
Les sept pavillons à deux étages qui s'alignent à la suite sont occupés par les cellules de ceux qui sont chargés de l'administration de l'ordre et de la Maison : procureur, scribe (secrétaire du père général avec des fonctions analogues à celles d'un chancelier), sous-procureur, etc. Le dernier pavillon, un peu plus large que les autres, est habité par le R.P. Général. Pour faire communiquer l'ensemble, il y a trois galeries superposées : un couloir à demi souterrain ; au-dessus le « cloître des Officiers » ; puis, à l'étage supérieur la « galerie des Cartes ». L'hôtellerie des Prieurs et tout ce quartier ont été ainsi disposés et aménagés par dom Le Masson.
À l'arrière-plan, on voit un grand rectangle très allongé ; il est flanqué sur son pourtour de petites maisons réparties à intervalles réguliers, et dont le plus souvent on n'aperçoit que le toit. C'est le grand cloître avec les 35 cellules des moines-ermites, partie essentielle et caractéristique de la chartreuse.
Les galeries du grand cloître mesurent 216 mètres du Nord au Sud et 23 mètres de l'Est à l'Ouest, soit un quadrilatère de 478 mètres. La partie nord, à gauche, est la plus ancienne : vieux cloître gothique du XIVe siècle, dont les fondations remontent au XIIe siècle. La partie sud date, dans son état actuel, du XVIe siècle. Les branches les plus longues du cloître sont réunies par deux galeries transversales qui limitent un préau où se trouve le cimetière. La galerie de gauche longe la chapelle des Morts, celle de droite passe sous la bibliothèque. D'ordinaire, on ne circule dans le cloître que pour aller à l'église ou en revenir ; il y règne toujours un profond silence.
Plusieurs constructions, toutes disposées parallèlement à l'hôtellerie, se trouvent entre le grand cloître et le cloître des officiers. Ce sont, de gauche à droite : 
- l'église avec ses deux clochers : restaurée en 1878, elle n'a aucun cachet particulier hormis celui de l'austérité et un beau parquet en losanges, comme il en existait dans plusieurs maisons de l'ordre jusqu'aux aménagements post-conciliaires. À la suite du concile Vatican II, le sanctuaire (équivalent du chœur des églises séculières) a subi plusieurs ré-aménagements, certains demandés par la réforme liturgique (autel détaché du mur), d'autres caractéristiques des modes esthétiques et dévotionnelles de l'époque (ajout d'icônes, décoration du tabernacle, suppression des quatre flambeaux allumés aux offices des solennités, suppression de tableaux), mais le chœur des moines et des frères, séparé par son jubé, n'a pas pu être modifié. Le chœur des Pères contient 52 stalles de noyer qui ont remplacé [date à préciser] les anciennes stalles, dispersées à la Révolution française entre diverses églises de Grenoble[note 2] ;
- le petit cloître (à droite de l'église), flanqué sur un côté de la pittoresque tour de l'horloge, construite au XVe siècle ;
- le réfectoire longe le côté sud du cloître; il date du XIVe siècle et fut restauré au XVe siècle. Au-dessus du réfectoire se trouve la grande salle du Chapitre Général, ornée d'une statue de saint Bruno et des portraits des prieurs de la Grande Chartreuse, de saint Bruno à dom Le Masson ;
- la cuisine, à droite du réfectoire, disposée entre deux préaux qui lui servent de dépendances ; une partie de cette construction remonte au XIVe siècle ;
- à l'extrémité du cloître des Officiers, la cellule du Prieur général est reliée au grand cloître par un couloir qui débouche auprès de la chapelle Saint-Louis, dont on distingue facilement le clocheton.

En bas et à droite du plan se trouve un vaste ensemble de constructions groupées autour d'une grande cour. Ce sont les « obédiences » : moulin, garage, étables, menuiserie, forge, salle des plantes, etc. On a eu soin de les éloigner du cloître afin de ne pas troubler le silence et de mieux préserver ainsi le recueillement des solitaires dans leurs cellules.
Ouvert aux visiteurs, le désert des Chartreux et sa « zone de silence » qui sont rattachés au vaste domaine doit être respectée par les promeneurs

## Œuvres d'art
(liste non exhaustive)
- Collection des cartes de Chartreuse, ensemble de peintures des monastères de l'ordre réalisées à partir de la fin du XVIIe siècle et conservées et présentées dans le musée de la chartreuse au XXIe siècle[24].
- 1957 - La famille du peintre Charles-Henri Michel, offre au monastère une série de seize tableaux issus de L'Imitation de Jésus-Christ peints par leur ancêtre.

L'inventaire et la description du fonds de la Grande Chartreuse, incluant des bibles du XIe au XVe siècle et de nombreux documents comme des graduels ou une copie du décret de Gratien, sont disponibles en ligne sur le site du CCFR. L’entièreté de la collection numérisée peut être trouvée sur le site Pagella de la bibliothèque de Grenoble.

## Vie économique
À l'origine, la subsistance de la communauté fut assurée par l'élevage d'ovins et quelques cultures de légumes et de céréales pauvres. Longtemps, les chartreux n'acceptèrent qu'avec réticence la générosité des donateurs, refusant les fondations de messes. Dès le XIIe siècle, l'exploitation directe ou indirecte de mines de fer, notamment au col de Bovinant, permit aux chartreux de développer une activité de forge, qui dura jusqu'à la Révolution et provoqua quelques frictions avec le duc d'Entremont, qui voulait s'emparer des mines.
Depuis le XIXe siècle, le succès de la liqueur de Chartreuse, dont la formule a été remise en 1605 par François-Annibal d'Estrées, assure à la communauté de la Grande-Chartreuse, puis à l'ordre tout entier des revenus substantiels qui, capitalisés, permettent encore à l'ordre de subvenir aux dépenses extraordinaires, de soutenir les maisons sans revenus propres ainsi que des projets caritatifs ou religieux extérieurs.
En 2021, l'État français, propriétaire des bâtiments, rénove les toits du cloître des officiers, pour un montant de plus de deux millions d'euros (autorisation de travaux n° AC 038 442 19 00001).

## En littérature
- Chateaubriand visita la Grande Chartreuse en 1805 et en parle dans Mémoires d'outre-tombe, livre dix-septième, chapitre V.
- Stendhal, qui a souvent visité la Grande Chartreuse, y a puisé en partie son inspiration pour La Chartreuse de Parme.
- Honoré de Balzac fait souvent référence à la Grande Chartreuse dans La Comédie humaine, plus précisément dans Albert Savarus, où le personnage-titre se retire à la Grande Chartreuse[28], ainsi que dans Le Médecin de campagne.
- Alexandre Dumas raconte sa visite à la Grande Chartreuse au chapitre XV du premier tome de ses Impressions de voyage en Suisse (p. 238-276) en y insérant le récit particulièrement romanesque de la vocation d'un moine.
- Léon Bloy y séjourna et évoque ce moment de sa vie en le romançant dans Le Désespéré.
- Matthew Arnold a écrit un poème Stanzas from the Grande Chartreuse.
- Antoine Godeau a écrit le poème La Grande Chartreuse, disponible dans l'Anthologie de la poésie française du XVIIe siècle (édition de Jean-Pierre Chauveau, Poésie Gallimard, 1987, p. 316).

## En cinématographie
- Le Grand Silence (2005)

## Code couleur
- Vert Chartreuse